# Mountain View (Kalifornia)
Mountain View város az USA Kalifornia államában, Santa Clara megyében. Lakosainak száma 82 376 fő (2020. április 1.).

## Népesség
A település népességének változása:

| 2010 | 74 066 |
| 2020 | 82 376 |